# Federazione cestistica di Saint Kitts e Nevis
La Federazione cestistica di Saint Kitts e Nevis è l'ente che controlla e organizza la pallacanestro a Saint Kitts e Nevis.
La federazione controlla inoltre la nazionale di pallacanestro di Saint Kitts e Nevis. Ha sede a Basseterre e l'attuale presidente è Wendell Pemberton.
È affiliata alla FIBA dal 1979 e organizza il campionato di pallacanestro di Saint Kitts e Nevis.